# Aqueduct–Avenida North Conduit (línea Rockaway)
 Aqueduct – Avenida North Conduit es una estación en la línea Rockaway del Metro de Nueva York de la División B del Independent Subway System antes conocido como el Ramal Rockaway Beach. La estación se encuentra localizada en el barrio Ozone Park, Queens en la Avenida North Conduit y cerca de la Calle Cohancy. La estación es servida en varios horarios por diferentes trenes del servicio .

## Enlaces externos

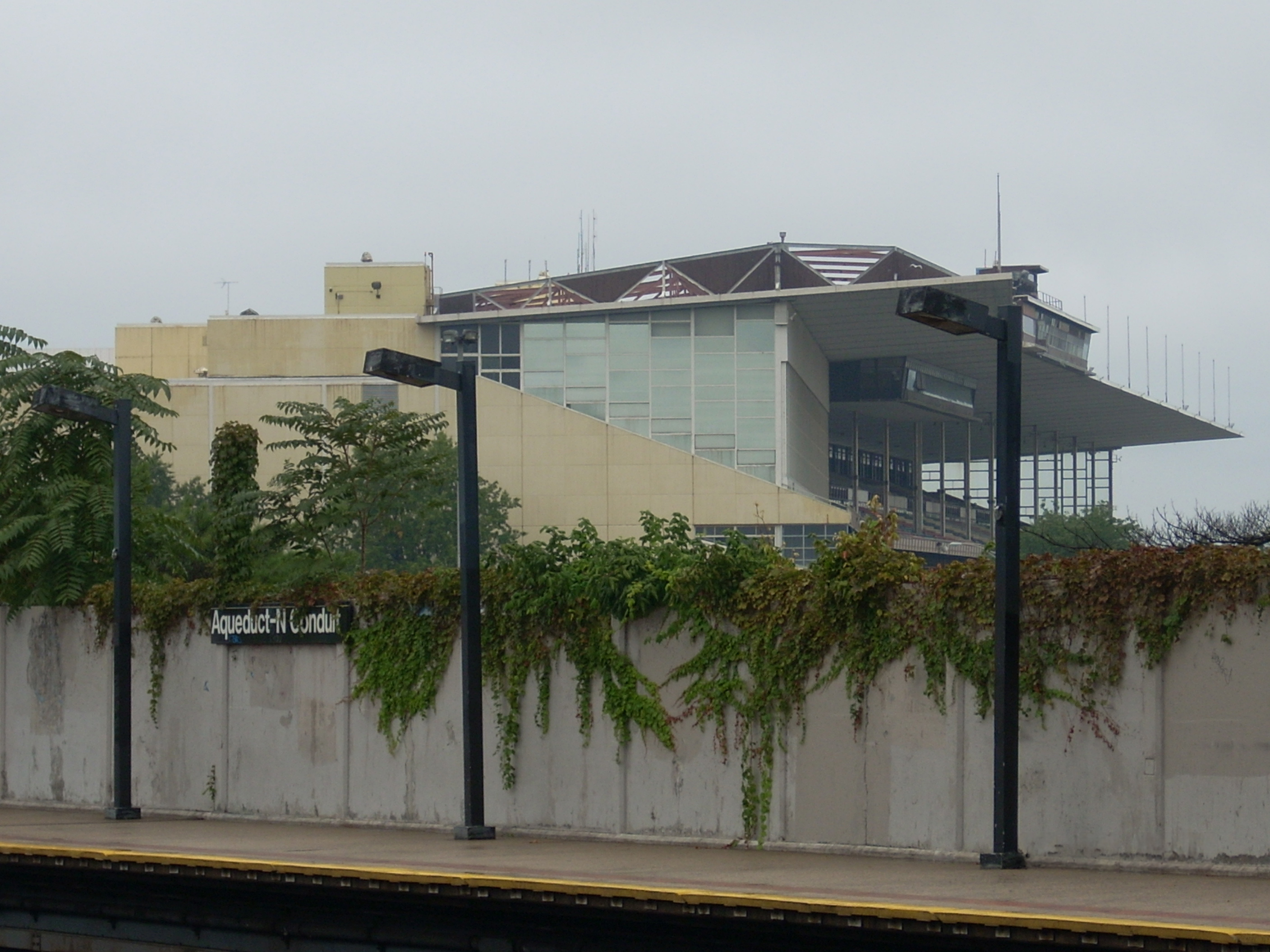
Vista del Aqueducto Grandstand desde N.Conduit